# 聖喬治碼頭塔

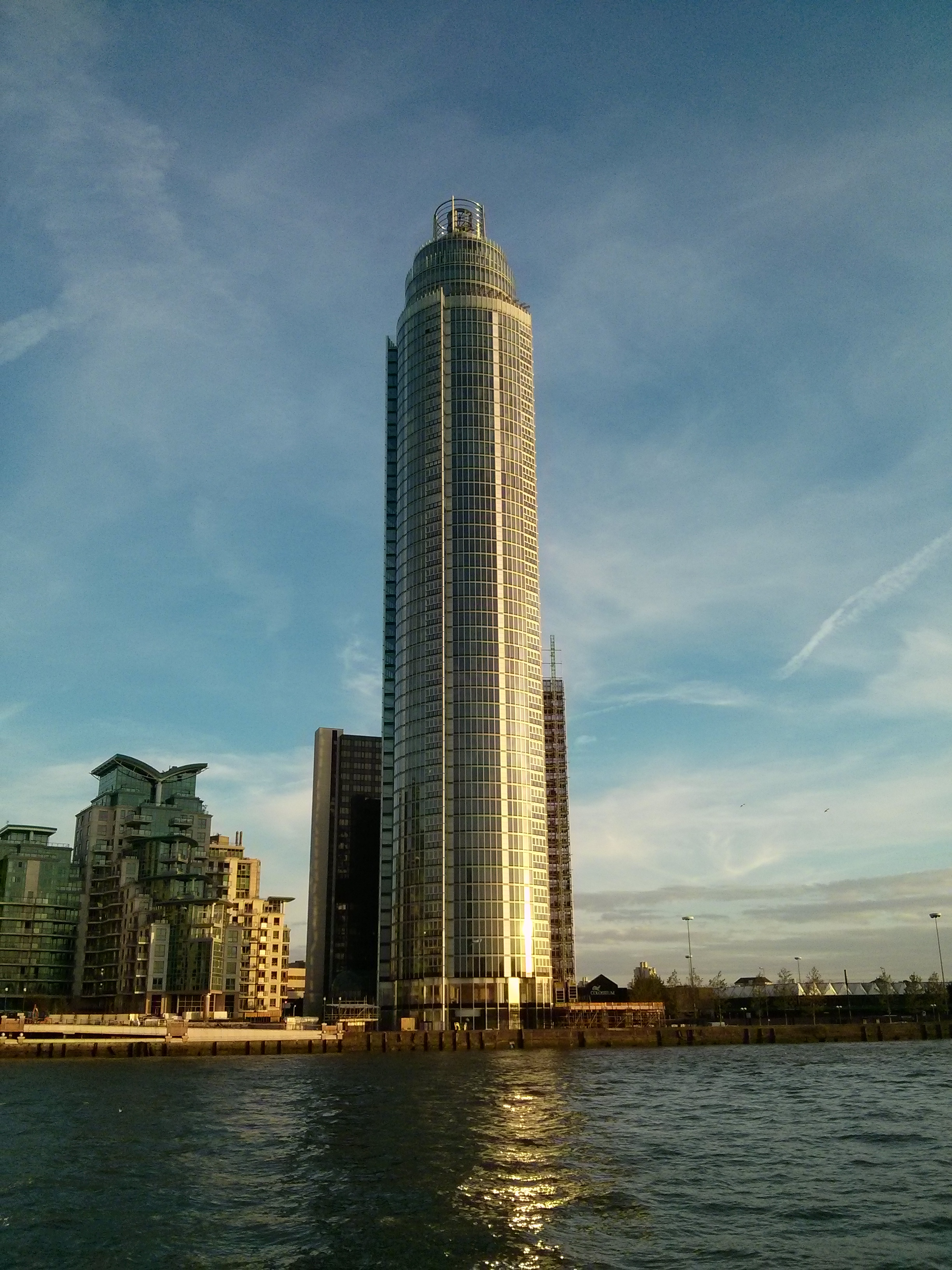
聖喬治碼頭塔

聖喬治碼頭塔（St George Wharf Tower），又稱沃克斯霍爾塔，是一座位於倫敦沃克斯霍爾地區的摩天大樓，也是聖喬治碼頭開發工程的一部分。這座建築高181（594英尺），共有50層，是倫敦第八高的建築，也是英國最高的住宅樓。

## 外部連結
- Official homepage of the development
- Development's Property Management homepage （页面存档备份，存于）
- Broadway Malyan project details